# TV Slovenija 1
TV Slovenija 1 je slovinská všeobecná televizní stanice, která se zaměřuje na zpravodajství, celovečerní filmy, dokumentární pořady, talk show, seriály, pořadů pro děti, různorodá zábavná představení a v přímém přenosu se vysílají významné národní události.

## Vývoj loga

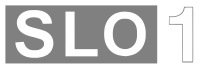
Logo 1993-1997
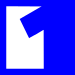
Logo 1997-2002
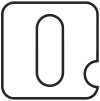
Logo 2002-2007
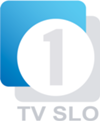
Logo 2007-2012
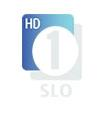
Logo 2007-2012 (HD)
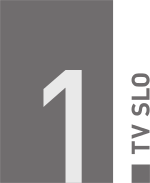
Současné logo